# Sopore
Sopore (o Sopur) è una suddivisione dell'India, classificata come town committee, di 53.246 abitanti, situata nel distretto di Baramulla, nel territorio del Jammu e Kashmir. In base al numero di abitanti la città rientra nella classe II (da 50.000 a 99.999 persone).

## Geografia fisica
La città è situata a 34° 17' 60 N e 74° 28' 0 E e ha un'altitudine di 1.555 m s.l.m..

## Società

### Evoluzione demografica
Al censimento del 2001 la popolazione di Sopore assommava a 53.246 persone, delle quali 28.288 maschi e 24.958 femmine. I bambini di età inferiore o uguale ai sei anni assommavano a 6.160, dei quali 3.253 maschi e 2.907 femmine. Infine, coloro che erano in grado di saper almeno leggere e scrivere erano 29.150, dei quali 17.762 maschi e 11.388 femmine.